# Filip Miler
Filip Miler (1994) è un ex giocatore di football americano serbo, che ha giocato nel ruolo di defensive lineman.